# Ambatovakyreservaat
Het Ambatovakyreservaat is met een oppervlakte van 600,5 km² het grootste natuurreservaat in Madagaskar. Het in 1958 opgerichte reservaat is gelegen in het district Soanierana Ivongo in het noordoosten.

## Ligging en bereikbaarheid
De dichtstbijzijnde stad is de gelijknamige stad Soanierana Ivongo. Het park wordt in het zuiden begrensd door de rivier de Marimbona en in het noorden door de rivier de Simianona. Om het park te bereiken dient men vanaf Soanierana Ivongo per boot de Marimbona over te steken naar Fotsialana of Ambodiriana. Vanaf deze dorpen is het reservaat alleen te voet te bereiken. Een voetreis duurt een à twee dagen.

## Terrein en vegetatie
De vochtige regenwouden liggen op een heuvelachtig terrein met kloven, valleien en watervallen. De hoogte varieert van 400 tot 1185 meter boven zeeniveau. Het reservaat maakt deel uit van de laaglandbossen van Madagaskar, een van de zeven ecoregio's op het eiland. Van de circa 300 getelde plantensoorten is ruim zeventig procent endemisch.

## Fauna
Het grootste deel van de in het reservaat levende dieren is endemisch. Dit geldt ook voor de elf verschillende soorten lemuren die er leven, waaronder de indri (Indri indri), de diadeemsifaka (Propithecus diadema), de vari (Varecia variegata) en het vingerdier (Daubentonia madagascariensis). Ruim honderd vogelsoorten zijn in het reservaat geteld, waaronder de madagaskarkoekoekswouw (Aviceda madagascariensis), de madagaskarrupsvogel (Coracina cinerea) en de bedreigde madagaskarslangenarend (Eutriorchis astur). Verder telt het reservaat 113 reptielen en kikkers en 34 vissoorten.

## Bedreigingen
De voornaamste bedreiging voor het reservaat is ontbossing. De lokale bevolking, die voornamelijk uit Betsimisaraka bestaat, decimeert de wouden door middel van hakken en branden om zo ruimte te creëren voor hun vee en rijstvelden. Daarnaast worden binnen de grenzen van het reservaat duurzame houtsoorten gekapt voor de export. De jacht vormt een bedreiging op veel beschermde diersoorten. Kikkers en enkele lemuursoorten als de indri worden beschermd door lokale fadys (taboes), die het eten van hun vlees verbieden.
Anja Community Reserve ·
Berenty-reservaat ·
Renialareservaat ·
Kirindy Forest ·
Zoölogisch park van Ivoloina